# Kárpátaljai-alföld
A Kárpátaljai-alföld az Alföld északkeleti része, amely a Kárpátok hegyvidékétől délnyugatra terül el. Geopolitikai fogalom, mivel határait részben az országhatárok képezik. A terület a Felső-Tisza-vidékhez tartozik, azon belül pedig a Szatmár–Beregi-síkság részét alkotja.

## Fekvése
Északnyugati határa nagyjából az ukrán-szlovák határ mentén, déli határa az ukrán-román határon, délnyugati határa pedig az ukrán-magyar határ mentén húzódik. A Kárpátaljai-alföld természetes határa a Vihorlát–Gutini vulkanikus hegyvonulat és a Alföld északkeleti része. Északnyugatról délkelet felé húzódik. Hossza 80–90 km, szélessége 22–35 km. A Kárpátaljai-alföld geológiai szempontból egybeesik a Kárpátaljai-süllyedékkel, amely gyűrődésekbe tömörült neogén kori üledékekből képződött.
Földrajzilag három fő részre oszlik: 
- Ungi-síkság,
- Beregi-síkság (részben Magyarországon), és az
- Ugocsai-síkság.

A Tisza-menti területet Tiszahátnak is nevezik (Ungi-, Beregi- és Ugocsai-Tiszahát). A Huszti-kapun túl, keletre a Máramarosi-medence egy része is Kárpátaljához tartozik, így geopolitikailag még ezt a vidéket is a Kárpátaljai-alföldhöz sorolják. Ugyanakkor a Beregi-síkság Magyarországhoz tartozó kisebb részét politikai szempontból nem sorolják a Kárpátaljai-alföldhöz, bár azzal szerves földrajzi egységet alkot.